# Использование «живого щита» ХАМАСом
По данным НАТО, ООН, ЕС, США, Израиля и ряда европейских стран, ХАМАС и другие палестинские группировки преднамеренно использовали гражданское население сектора Газы в качестве «живого щита». Эта тактика включает в себя запуск ракет, размещение военной инфраструктуры в гражданских районах и вовлечение в бой Армии обороны Израиля (ЦАХАЛа) из жилых и коммерческих зон или вблизи них.
На протяжении многих лет ХАМАС заявлял, что считает жертвы среди гражданского населения одновременно неизбежными и полезными для своего дела. Например, в телеинтервью 2014 года высокопоставленный представитель ХАМАСа Сами Абу Захри заявил: «Политика людей, противостоящих израильским военным самолётам с обнажённой грудью, чтобы защитить свои дома, доказала свою эффективность против оккупации… мы в ХАМАСе призываем наших людей принять эту политику, чтобы защитить палестинские дома».
Обвинения в использовании «живого щита» палестинскими группировками, включая ХАМАС, выдвигались во время конфликтов 2008 и 2014 годов в секторе Газа, а также во время войны между Израилем и ХАМАСом в 2023 году. В последнем случае Израиль представил доказательства в поддержку своих утверждений о том, что ХАМАС разместил части своей командной сети и системы военных туннелей под гражданской инфраструктурой, включая больницу Аль-Шифа в городе Газа, и хранил оружие под больницей Аль-Рантиси. Эти сообщения были подтверждены Пентагоном США, но отрицаются ХАМАСом. Президент США Джо Байден также назвал использование ХАМАСом больницы Аль-Шифа «военным преступлением». Сообщается, что во время войны ХАМАС пытался отговорить палестинцев покидать зоны боевых действий, призывая их оставаться на местах.
Согласно документу, опубликованному Центром передового опыта стратегических коммуникаций НАТО, стратегическое использование «живого щита» такими группами, как ХАМАС, делается из-за стремления Израиля минимизировать потери среди гражданского населения и чувствительности западного общественного мнения. Эта тактика позволяет ХАМАСу либо обвинять Израиль в военных преступлениях, если происходят жертвы среди гражданского населения, либо защищать свои активы и продолжать операции, если ЦАХАЛ ограничивает свой военный ответ. Этот подход является примером эксплуатации правовых норм в военных целях, когда юридические и публичные платформы используются для того, чтобы бросить вызов противнику.
Как пишет заведующий кафедрой городских войн в «Институте современной войны» Военной академии США Джон Спенсер, система тоннелей ХАМАС плотно встроена в гражданскую инфраструктуру на поверхности в густонаселённых городских районах. В результате, кроме военных функций, система выполняет также функцию политическую. Поскольку такой метод делает практически невозможным различение военной и гражданской инфраструктуры, то этот вариант использования «живого щита» позволил ХАМАС добиваться больших потерь гражданского населения и создавать таким образом международное давление на Израиль, чтобы принудить его остановить военные действия.